# Orden vom Goldenen Sporn

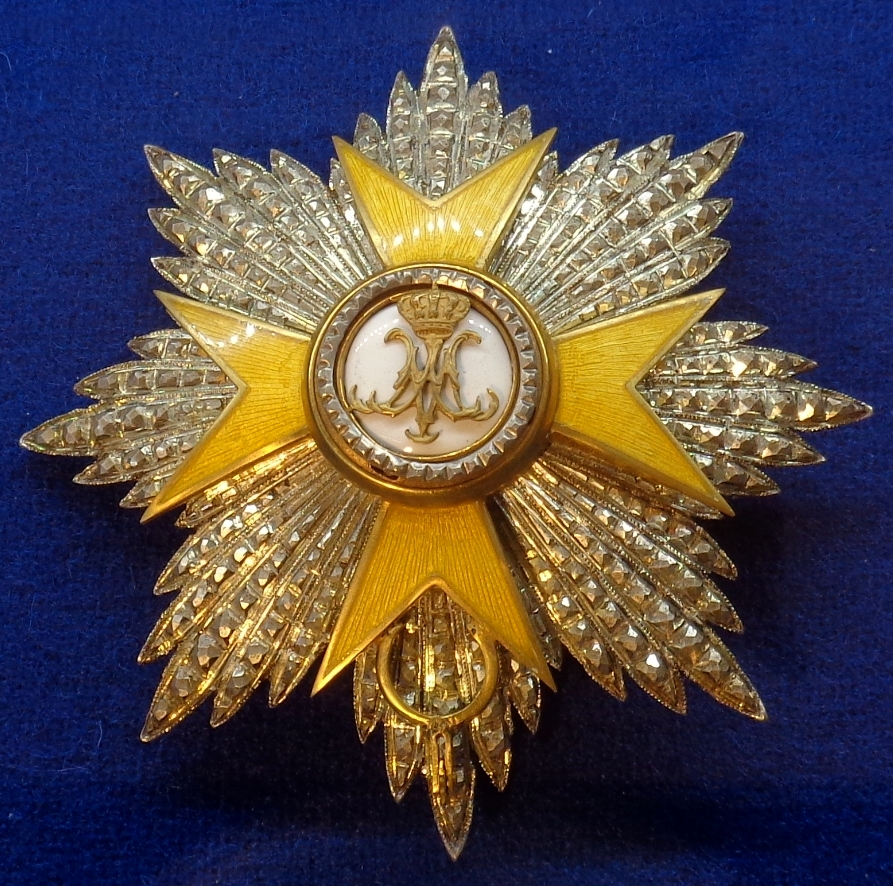
Bruststern des Ordens vom Goldenen Sporn

Der Orden vom Goldenen Sporn, ursprünglich Orden der goldenen Miliz (Ordo Equestris Militiae Auratae), ist der protokollarisch zweithöchste Orden für Verdienste um die römisch-katholische Kirche. Die unmittelbar vom Papst verliehene Auszeichnung wird heute nicht mehr vergeben. Seit 2019 gibt es auch keine lebenden Ordensträger mehr, doch besteht der Orden formell weiter. 
Selten liest man auch die Bezeichnungen Orden des Goldenen Sporns und Orden zum Goldenen Sporn; offizieller Name ist Ordine dello Speron d’Oro, auch Ordine della Milizia Aurata. Mit der Bezeichnung für seine Träger Ritter vom Goldenen Sporn sind nicht die Ritter vom güldenen Sporn zu verwechseln.

## Entstehung und Verleihung

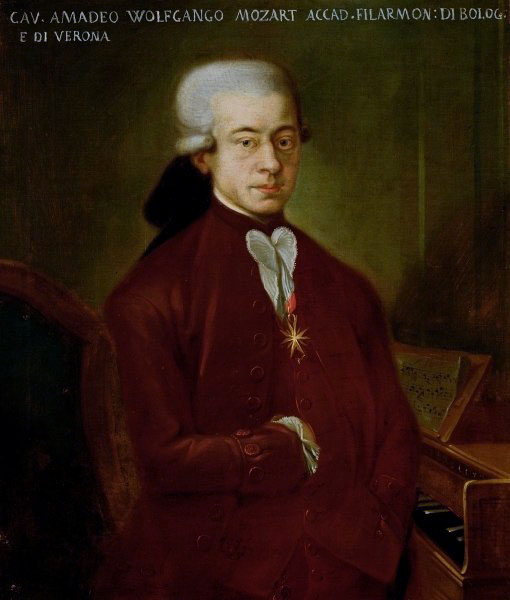
Der 21-jährige Mozart als Ordensträger

Der Orden vom Goldenen Sporn ist heute eine auf 100 Mitglieder beschränkte Auszeichnung. In der Zeit von 1558 bis 1759 wurde der Orden aber nicht nur vom Papst, sondern auch von höheren italienischen Adeligen verliehen. Die Verleihung erfolgte vorwiegend an Künstler und Architekten, die damit für ihre Verdienste um die Katholische Kirche geehrt werden sollten. Verbunden war damit eine Ernennung zum Päpstlichen Hofpfalzgrafen (Comes palatinus Lateranus bzw. Comes palatinus sacri Lateranensis palatii). Ein Beispiel dafür ist der brandenburgische 1. Hofbaumeister Christian Eltester, dem der Orden 1694 für seine Mithilfe beim Umbau des päpstlichen Palazzo Montecitorio (heutiger Sitz des italienischen Parlaments) durch den Herzog Comitibus Sforza verliehen wurde. Diese Praxis wurde 1815 eingeschränkt und 1841 unter Papst Gregor XVI. dann aufgehoben.
An einem roten Band hängt das auf einer stilisierten goldenen Rüstung befestigte Malteserkreuz mit einem angehängten goldenen Sporn. Er entwickelte sich aus einem Abzeichen der Ritterorden, jedoch sind Stifter und Stiftungsjahr nicht bekannt.
Die heute gültigen Ordensstatuten wurden durch die Reform Papst Pius X. am 7. Februar 1905 festgelegt. Es gibt den Orden nur in einer Klasse. Das Kreuz wird jetzt nicht mehr am roten Band, sondern an einer goldenen Collane getragen; ergänzend hinzugekommen ist der mit Brillanten besetzte Bruststern.
Die Verleihung war seit 1905 auf Staatsoberhäupter begrenzt. Großherzog Johann von Luxemburg († 2019) war der letzte lebende Ritter des Ordens vom Goldenen Sporn.

## Rangfolge
Es gilt folgende Rangordnung der päpstlichen Verdienstorden und Ehrenzeichen:
1. Christusorden (1319 bestätigt von Johannes XXII., 1905 erneuert von Pius X.) (nur eine Klasse; im Regelfall nur an Staatsoberhäupter verliehen, seit 1993 keine lebenden Mitglieder mehr)
2. Orden vom Goldenen Sporn
3. Piusorden (1847 gestiftet von Pius IX.) (vier Klassen)
4. Gregoriusorden (1831 gestiftet von Gregor XVI.) (vier Klassen)
5. Silvesterorden (1841 gestiftet von Gregor XVI.) (vier Klassen)
6. Pro Ecclesia et Pontifice (1888 gestiftet von Leo XIII.; Verdienstkreuz, nur eine Klasse)
7. Benemerenti (1832 gestiftet von Gregor XVI.; Verdienstmedaille, nur eine Klasse)
8. Jerusalem-Pilgerkreuz (1901 gestiftet von Leo XIII.) (drei Klassen)

## Bekannte Ritter
- siehe Ritter des Ordens vom Goldenen Sporn

## Privilegien
Die Ritter des Ordens vom goldenen Sporn waren berechtigt, den Titel Cavaliere vom Sporn zu führen und wurden in Briefen mit Sacri Palatii Comites et Equites aurati angeredet. Cavaliere durften (und dürften heute noch) hoch zu Ross in eine Kirche einreiten. Cavaliere wurde mit „Ritter“ verdeutscht, doch von den drei genannten Rezipienten Gluck, Mozart und Dittersdorf machte lediglich der Erstere von dieser Bezeichnung Gebrauch.

## Verleihung durch die Herzöge von Sforza
Papst Paul III. (1468–1549) verlieh 1539 seinen Neffen, den Herzögen von Sforza, Grafen von Santa Fiora und ihren Nachkommen das Privileg, „Ritter vom Goldenen Sporn zu ernennen“. Der von ihnen verliehene Titel war zeitweise für wenig Geld zu bekommen und nicht angesehen.